# كيندال ويليامز
كيندال ويليامز (بالإنجليزية: Kendall Williams)‏ مواليد 3 يوليو 1991 في آبلاند، هو لاعب كرة سلة أمريكي. بدأ مسيرته الاحترافية في سنة 2014. يبلغ طوله 6 قدم 4 بوصة (1.9 م).

## المسيرة الاحترافية
لعب مع فيكتوريا يبرتاس بيزارو في الدوري الإيطالي في موسم 2014–2015، ثم لعب مع أورورا باسكت ييزي في سنة 2015، ثم لعب مع أتلتيكوس دي سان جرمان في سنة 2016.

## روابط خارجية
- كيندال ويليامز على موقع كرة السلة الأوروبية.كوم (الإنجليزية)
- كيندال ويليامز على موقع كلية كرة السلة في سبورتس رفرنس.كوم (الإنجليزية)
- كيندال ويليامز على موقع ريلجم (الإنجليزية)
- كيندال ويليامز على موقع بروبوليرز (الإنجليزية)
- كيندال ويليامز على موقع سبورتس رفرنس (الإنجليزية)